# Laura Lattuada

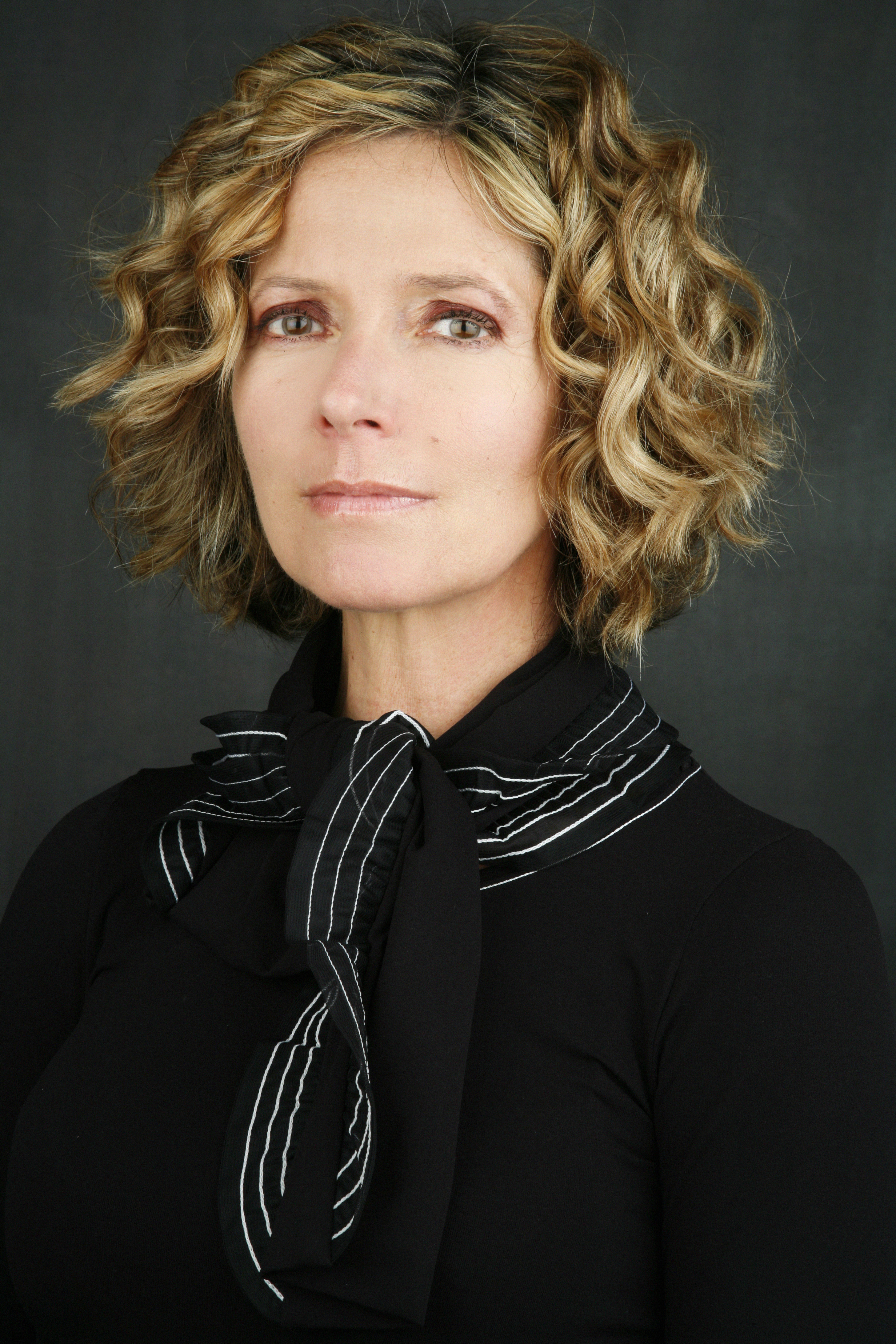
Laura Lattuada (2011)

Laura Lattuada (* 1. Juni 1960 in Mailand) ist eine italienische Schauspielerin.

## Leben
Laura Lattuada studierte Sprachen und Politikwissenschaften an der Università Cattolica del Sacro Cuore. Parallel dazu studierte sie Schauspiel am Teatro dei Filodrammatici unter Ernesto Calindri. Anschließend spielte sie sowohl auf der Bühne als auch vor der Kamera. So debütierte sie in dem 1980 erschienenen Fernsehfilm Racconto d'autunno an der Seite von Fernando Rey und Stefano Patrizi auf der Leinwand.

## Filmografie (Auswahl)
- 1980: Racconto d’autunno
- 1984: Melodramma
- 1988: L’ombra della spia
- 1989: Die Verlobten (I Promessi Sposi)
- 1992–1993: Schloß Hohenstein – Irrwege zum Glück (Fernsehserie, zwei Folgen)
- 1997: Ti amo Maria
- 1998: The Sound of One Hand Clapping
- 1999: La vita in briciole
- 2000: Il processo
- 2009: Saved
- 2012: L’apocalisse delle scimmie